# Thérèse Coffey
Thérèse Anne Coffey (Billinge, 18 novembre 1971) è una politica britannica, membro del Partito Conservatore
e del Parlamento per il collegio di Suffolk Coastal dal 2010 al 2024, Vice primo ministro e Segretario di Stato della salute dal 6 settembre 2022 al 25 ottobre 2022 nel Governo Truss, nonché Segretario di Stato per l'ambiente dall'ottobre 2022 al novembre 2023 nel Governo Sunak.
In precedenza, dal 2019 al 2022, è stata Segretario di Stato per il lavoro e le pensioni.

## Biografia
Coffey è nata nel novembre 1971 a Billinge, nel Lancashire, ed è cresciuta a Liverpool. Ha frequentato il St Mary's College, Crosby, e il St Edward's College, Liverpool.
Ha frequentato il Somerville College, Oxford, per un solo anno accademico dove ha studiato chimica ed è stata coinvolta con la Oxford Union e nel canottaggio. Fu obbligata a ritirarsi prima di iniziare il suo secondo anno, per motivi accademici. Ha poi frequentato l'University College London dove si è laureata, e successivamente ha conseguito un dottorato di ricerca in chimica nel 1998. Dopo la laurea, Coffey ha lavorato in numerosi ruoli per Mars (tra cui Mars Drinks UK), poi per la BBC come responsabile finanziario nella divisione Property.
Coffey è stata candidata del Partito conservatore per Wrexham alle elezioni generali del 2005. È arrivata terza con 6.079 voti (20% dei voti).
Alle elezioni del Parlamento europeo del giugno 2004, Coffey si è candidata per il sud-est dell'Inghilterra. Il Partito conservatore ha ottenuto il 35,2% dei voti e quattro seggi, ma Coffey era settima nella lista in questo sistema di rappresentanza proporzionale e non è stata eletta.
Nel 2009, alle successive elezioni europee, Coffey viveva ad Andover, nell'Hampshire; ha perso un posto per essere eletta al Parlamento europeo per il sud-est dell'Inghilterra. Il Partito conservatore ha ottenuto il 34,79% dei voti e quattro seggi mentre lei si è piazzata quinta nella lista del partito.

## Carriera parlamentare
Alle elezioni generali del 2010, Coffey è stata eletta per la Suffolk Coastal, diventando la prima donna parlamentare del collegio elettorale. Coffey ha ricevuto 25.475 voti (46,4%), con un aumento dell'1,8% rispetto alla campagna di John Gummer del 2005. È una sostenitrice del Free Enterprise Group.
Il 6 luglio 2011 Coffey ha difeso Rebekah Brooks per il coinvolgimento di News of the World nello scandalo dell'hacking telefonico dei media. Ha detto che una "caccia alle streghe" si stava sviluppando contro Brooks, e che il semplice dire che Brooks era il direttore del giornale in quel momento non era una prova sufficiente contro di lei. Coffey è diventata un membro dell'inchiesta del comitato ristretto per la cultura, i media e lo sport sullo scandalo dell'hacking nel 2012. In quel comitato, ha rifiutato di sostenere qualsiasi mozione critica nei confronti di Rupert e James Murdoch. Tuttavia, in seguito si unì alla maggioranza del suo partito votando per danni esemplari giustificandola come una conseguenza predefinita per scoraggiare comportamenti scorretti della stampa.